# Championnats du monde de cyclisme sur piste 1960
Navigation
Amsterdam 1959 Zurich 1961
Les championnats du monde de cyclisme sur piste 1960 se sont déroulés à Leipzig, en Allemagne de l’Est. Au total, huit épreuves ont été disputées : six par les hommes (3 pour les professionnels et 3 pour les amateurs en vitesse, poursuite et demi-fond) et deux par les femmes.

## Résultats

### Hommes

#### Podiums professionnels
| Compétition            | Or                              | Argent                   | Bronze                 |
| ---------------------- | ------------------------------- | ------------------------ | ---------------------- |
| Vitesse individuelle   | Antonio Maspes Italie           | Oscar Plattner Suisse    | Jos De Bakker Belgique |
| Poursuite individuelle | Rudi Altig Allemagne de l'Ouest | Willy Trepp Suisse       | Ercole Baldini Italie  |
| Demi-fond              | Guillermo Timoner Espagne       | Martin Wierstra Pays-Bas | Norbert Koch Pays-Bas  |

#### Podiums amateurs
| Compétition            | Or                               | Argent                               | Bronze                              |
| ---------------------- | -------------------------------- | ------------------------------------ | ----------------------------------- |
| Vitesse individuelle   | Sante Gaiardoni Italie           | Leo Sterckx Belgique                 | David Handley Royaume-Uni           |
| Poursuite individuelle | Marcel Delattre France           | Henk Nijdam Pays-Bas                 | Siegfried Köhler Allemagne de l'Est |
| Demi-fond              | Georg Stoltze Allemagne de l'Est | Siegfried Wustrow Allemagne de l'Est | Hank Buis Pays-Bas                  |

### Femmes
| Compétition            | Or                                | Argent                                        | Bronze                          |
| ---------------------- | --------------------------------- | --------------------------------------------- | ------------------------------- |
| Vitesse individuelle   | Galina Ermolaeva Union soviétique | Valentina Maximova-Pantilova Union soviétique | Jean Dunn Royaume-Uni           |
| Poursuite individuelle | Beryl Burton Royaume-Uni          | Marie-Thérèse Naessens Belgique               | Lyubov Shogina Union soviétique |

## Tableau des médailles
| Rang | Nation               | Or | Argent | Bronze | Total |
| ---- | -------------------- | -- | ------ | ------ | ----- |
| 1    | Italie               | 2  | 0      | 1      | 3     |
| 2    | Allemagne de l'Est   | 1  | 1      | 1      | 3     |
| 2    | Union soviétique     | 1  | 1      | 1      | 3     |
| 4    | Royaume-Uni          | 1  | 0      | 2      | 3     |
| 5    | Espagne              | 1  | 0      | 0      | 1     |
| 5    | France               | 1  | 0      | 0      | 1     |
| 5    | Allemagne de l'Ouest | 1  | 0      | 0      | 1     |
| 8    | Pays-Bas             | 0  | 2      | 2      | 4     |
| 9    | Belgique             | 0  | 2      | 1      | 3     |
| 10   | Suisse               | 0  | 2      | 0      | 2     |
|      | TOTAL                | 8  | 8      | 8      | 24    |